# Adrianus Petrus Hamers
Adrianus Petrus Hamers, bekend als Adr. P. Hamers, (Tilburg, 15 juli 1871 – Oosterhout, 13 juli 1929) was een Nederlands geestelijke en (daarnaast) componist.
Hamers was een zoon van boekhouder Adriaan Hamers en Maria Elisabeth Castelijns. Hij overleed in het Sint Joseph Ziekenhuis in Oosterhout, later Breda.
Hij kreeg zijn muziekopleiding compositie van Anton Herman Amory. Zijn liederenbundel Het psalterke uit 1910 beleefde vele drukken en werd in 1910 gerecenseerd door Matthijs Vermeulen in De Tijd. Veel van de teksten van deze eerst los verkrijgbare liederen zijn geschreven door medegeestelijke Antoon van Delft (1876-1958).
Hij bekleedde functies als kapelaan, pastoor en priester. Hij was van 1918 tot 1928 pastoor in Deursen. In de kerk aldaar zou zich een glas-in-loodraam bevinden, dat zijn naam draagt (Adr. P. Hamers, restaur. 1922).
Hamers schreef een aantal liederen:
- Hosanna, lied voor zangstem en piano (1901)
- opus 7: Priesterhulde, voor drie mannenstemmen en solisten met begeleiding door piano (1905)
- opus 8: Twaalf Maria-liederen in den volkstoon met begeleiding van orgel of hamonium (1908)
- opus 9: Twaalf geestelijke liederen in den volkstoon, deel 3 met begeleiding door orgel of harmonium, opgedragen aan Armoe
- opus 12: Drie liederen in den volkstoon met pianobegeleiding
- opus 13/14: Zes liederen in den volkstoon met pianobegeleiding; teksten van onder andere H.W. van der Mey;
- opus 15: Ons lied van de zee
- opus 16: Wij, een propagandalied voor de Rooms-Katholieke bonden en verenigingen.
- opus 19: De varende zanger, lied in den volkstoon, voor solo en koor met begeleiding van piano op tekst van Martialis Vreeswijk
- opus 20: Zes liederen in de volkstoon, vierde reeks
- opus 22: Roomsche ridderwacht, een marslied voor Rooms-Katholieke studentenverenigingen (W. Bergmans 1912)
- opus 25: Ik houd van mijn Brabant! Lied in den volkstoon; tekst van H.J.M. Donders
- Hollandsche mis in den volkstoon
- Het psalterke, 150 geestelijke liederen voor kerk, school en huisgezin met begeleiding van orgel of harmonium, uitgeverij Bergmans, 1910; een aantal verscheen eerst in een losse druk; in 1922 zouden er 145.000 over de toonbank zijn gegaan
- Feestlied ter ere van de Heilige Lucia, patrones tegen besmettelijke ziekten, op tekst van A.N. Huijbers

- Digitale Bibliotheek voor de Nederlandse Letteren: hame038
- Nederlandse Thesaurus van Auteursnamen: 069120013
- Virtual International Authority File: 280036851
- WorldCat: E39PBJkMD46VQGxkGkwymfPWjC